# Mary Wigman
Mary Wigman, nata Karoline Sophie Marie Wiegmann, (Hannover, 13 novembre 1886 – Berlino Ovest, 18 settembre 1973), è stata una ballerina e coreografa tedesca, considerata una delle massime esponenti della danza libera tedesca e pioniera della danza moderna.

## Biografia
Figlia di Heinrich, un venditore di macchine da cucire e di biciclette, e di Amelie Jacobs, primogenita di quattro figli, studia canto e pianoforte. Viene mandato in Francia e Gran Bretagna ad imparare le lingue. Studiò per due anni la ritmica di Émile Jaques-Dalcroze nella sua scuola di Hellerau, nei pressi di Dresda, nonostante la famiglia si opponesse. In seguito divenne allieva di Rudolf von Laban dapprima a Monaco di Baviera e poi dal 1913 sul Monte Verità nei pressi di Ascona, in Svizzera, divenendo in breve anche sua assistente e rimanendo al suo fianco fino al 1919.  Il suo debutto come solista si ebbe nel 1914 con la prima versione della danza della strega (Hexentanz), assolo che riproporrà in seguito in diverse versioni e che diverrà il suo emblema. In questo assolo  - danzato interamente da seduta - la Wigman aveva il volto coperto da una maschera, da lei usata con l'intento di cancellare l'individualità di chi danza ed esaltare così la universalità dell'essere umano. Riguardo all'uso della maschera, molta influenza ebbe su di lei il pittore Emil Nolde, conosciuto nel 1912 a Hellerau, che le fece conoscere il fascino delle danze e delle maschere africane, australiane ed asiatiche.
Nel 1818 si ammala di tubercolosi forse dovuta al ritorno del fratello dal fronte o alla morte del patrigno. In ogni caso le costò diversi mesi in sanatorio in Svizzera durante i quali compose "Die sieben Tänze des Lebens". In quello stesso anno decise anche di cambiare nome in Mary Wigman.
Nel 1919, ad Amburgo, all'età di 33 anni, fu consacrata dal pubblico come una delle più grandi danzatrici tedesche, anche se spesso le capitava di imbattersi in reazioni negative. Nel 1920 a Dresda fondò una scuola innovativa di danza moderna che nel 1930, dopo una trionfale tournée negli Stati Uniti, si ampliò con una sede a New York. Fu attiva anche ad Essen, e in questa città ebbe tra le sue allieve Ruth Abramowitsch. Fu, grazie ad un'altra sua allieva e assistente Hanya Holm, designata a dirigere la sede di Dresda, che il metodo della Wigman si diffuse oltreoceano fino ad influenzare in modo considerevole uno dei maggiori coreografi americani: Alwin Nikolais. La Wigman mise a punto un sistema di insegnamento basato sulla respirazione e sul principio della "tensione/"distensione" (Anspannung/Abspannung), quindi non molto dissimile dal principio fondante della tecnica di Martha Graham: contraction/release. 
Nel 1942 il regime nazista la costrinse a chiudere la sede di Dresda e Mary, profondamente convinta dell'Ausdruckstanz, la nuova forma di danza espressiva e profondamente lontana dal balletto classico che aveva messo a punto nei suoi studi con Laban, riparò prima a Lipsia dove aprì un'ulteriore sede dell'istituto e, dopo la fine della seconda guerra mondiale, a Berlino, dove morì nel 1973.
La poetica della Wigman si fonda sul rapporto uomo-spazio, vissuto non tramite le cadenze musicali obbligate ma seguendo il ritmo interiore dell'uomo. Perciò le sue coreografie si svolgevano spesso senza musica oppure erano accompagnate da strumenti a percussione. Durante l'esecuzione però il ruolo della musica rispetto alla danza era invertito rispetto all'uso comune: la/le danzatrice/i (o il/gli danzatore/i) non doveva/no "seguire" il ritmo dello strumento, perché era il percussionista a dover assecondare con i suoni i movimenti della danza.
Fu, tra l'altro, maestra di danza della regista Leni Riefenstahl. Un'altra sua allieva, fu l'attrice Trude von Molo.